# José María Millás Vallicrosa
Josep Maria Millàs Vallicrosa, né le 29 novembre 1897 à Santa Coloma de Farnérs et mort le 26 septembre 1970 à Barcelone, est un hébraïste, arabisant, historien des sciences, épigraphiste et traducteur espagnol.

## Biographie
Né dans la localité catalane de Santa Coloma de Farnés, José María Millás Vallicrosa étudie une licence de Philosophie et Lettres à l'Université de Barcelone, là où il a rencontré Francesc Barjau, qui éveillera son intérêt pour l'étude de l'arabe et l'hébreu. Il effectuera son doctorat à Madrid, avec une thèse sur l'influence de la poésie arabe d'al-Andalus dans la poésie populaire italienne, présentée le 19 avril 1920 sous la supervision de Julián Rivera y Tarragó. Il sera immédiatement nommé professeur auxiliaire de langues sémitiques à l'Université de Barcelone. En attendant de pouvoir tenter le concours d'enseignant titulaire d'arabe et hébreu, il a entamé son index de références à l'histoire de la Catalogne dans des textes arabes à la Bibliothèque nationale espagnole, avec une bourse de la Députation de Barcelone. Il ira aussi au protectorat espagnol du Maroc avec une bourse de la Junta de Ampliación de Estudios et le Centre d'Archives Ethnographiques de la Catalogne.
Il aura son concours d'enseignant titulaire le 17 novembre 1925, mais la poursuite anti-catalaniste de la Dictature de Miguel Primo de Rivera lui empêchera de faire cours puisqu'il avait effectué sa lecture en catalan. Le résultat de l'épreuve est demeuré secret, et il tentera encore une fois un an plus tard. Il validera l'épreuve encore une fois, mais il sera contraint de faire ses enseignements à l'Université de Madrid, là où il a enseigné la langue et littérature hébraique entre 1926 et 1932. Pendant cette période ânées, il fera aussi le catalogage des traductions orientales de la Bibliothèque capitulaire de Tolède.
En 1932, il a enfin reçu l'autorisation d'enseigner à l'Université de Barcelone. Il a entamé alors entamé ses recherches, avec de nombreuses participations a des congrès ou déplacement pour consulter des bibliothèques. À la Bibliothèque vaticane il a catalogué les manuscrits hébraïques d'origine catalane en 1935, suivie du lectorat de l'Université Hébraïque de Monte Scopius en 1937 et 1938. Il aura de nombreux étudiants illustres, dont Juan Vernet, David Romano et Leonor Martínez.
Dans la période de l'après-guerre, à partir de 1939, il fera partie d'un très enthousiaste groupe de philologues, hébraïstes et arabisants qui ont fondé l'Institut Benito Arias Montano, au sein du Conseil supérieur de la recherche scientifique. Il dirige la revue de référence Sefarad. Il écrira aussi dans des journaux tels que La Vanguardia ou des revues internationales telles qu'Archeion, La Revue Internationale de l'Histoire des Sciences ou Osiris.

## Tables de Pierre le cérémonieux
Les tables furent découvertes à la fin du XIXe siècle dans un manuscrit latin de la Bibliothèque Nationale de la France et en hébreu dans la Bibliothèque apostolique vaticane. En comparant les textes, Moritz Steinschneider a démenti la théorie de Manuel Rico Sinobas, qui les considéraient comme une épigraphe des Tables alphonsines produit à Barcelone sous l'ordre du roi Pierre IV d'Aragon. Face à l'apparition de nouveaux manuscrits hébreux en Suisse et au Vatican, outre le document en hébreu cédé par un rabbin barcelonais avant le début de la guerre civile espagnole. Josep Maria Millàs Vallicrosa a conclu le débat en présentant le manuscrit catalan, qui se trouvait dans la bibliothèque de Ripoll. Grâce tous ces documents, il devint possible de reconstruire les tables originales.

## Distinctions
José María Millás Vallicrosa sera au long de sa vie membre de diverses socétés savantes. Il est membre correspondant de l'Académie royale d'Histoire, membre de la Hispanic Society of America, conseiller du Conseil supérieur de la recherche scientifique, membre 45 et président pendant 1956-1959 de l'Académie internationale d'histoire des sciences, membre de la Astronomiska seminariet och Samfundet for Astronomisk Histoire Forsking de Lund, président de l'Association pour l'histoire de la science espagnole, membre de la commission internationale pour uniformiser le système de transcriptions sémitiques et de la commission pour le Corpus Medicorum Arabicorum, magister de la Schola Lullistica Maioricensis et président de l'Association d'Amis de l'Université de Jérusalem.
Il aura la médaille avec grande croix de l'Ordre d'Alphonse X le Sage, la médaille pontificale de San Grégoire le Grand et la médaille de la Mehdauía. Un cratère dans la lune porte son nom.

## Liuens externes
- Notices dans des dictionnaires ou encyclopédies généralistes :   - Deutsche Biographie
  - Diccionario Biográfico Español
  - Gran Enciclopèdia Catalana
- Notices d'autorité :   - VIAF
  - ISNI
  - BnF (données)
  - IdRef
  - LCCN
  - GND
  - CiNii
  - Espagne
  - Belgique
  - Pays-Bas
  - Israël
  - NUKAT
  - Catalogne
  - Suède
  - Vatican
  - Tchéquie
  - Portugal
  - WorldCat